# Birinus

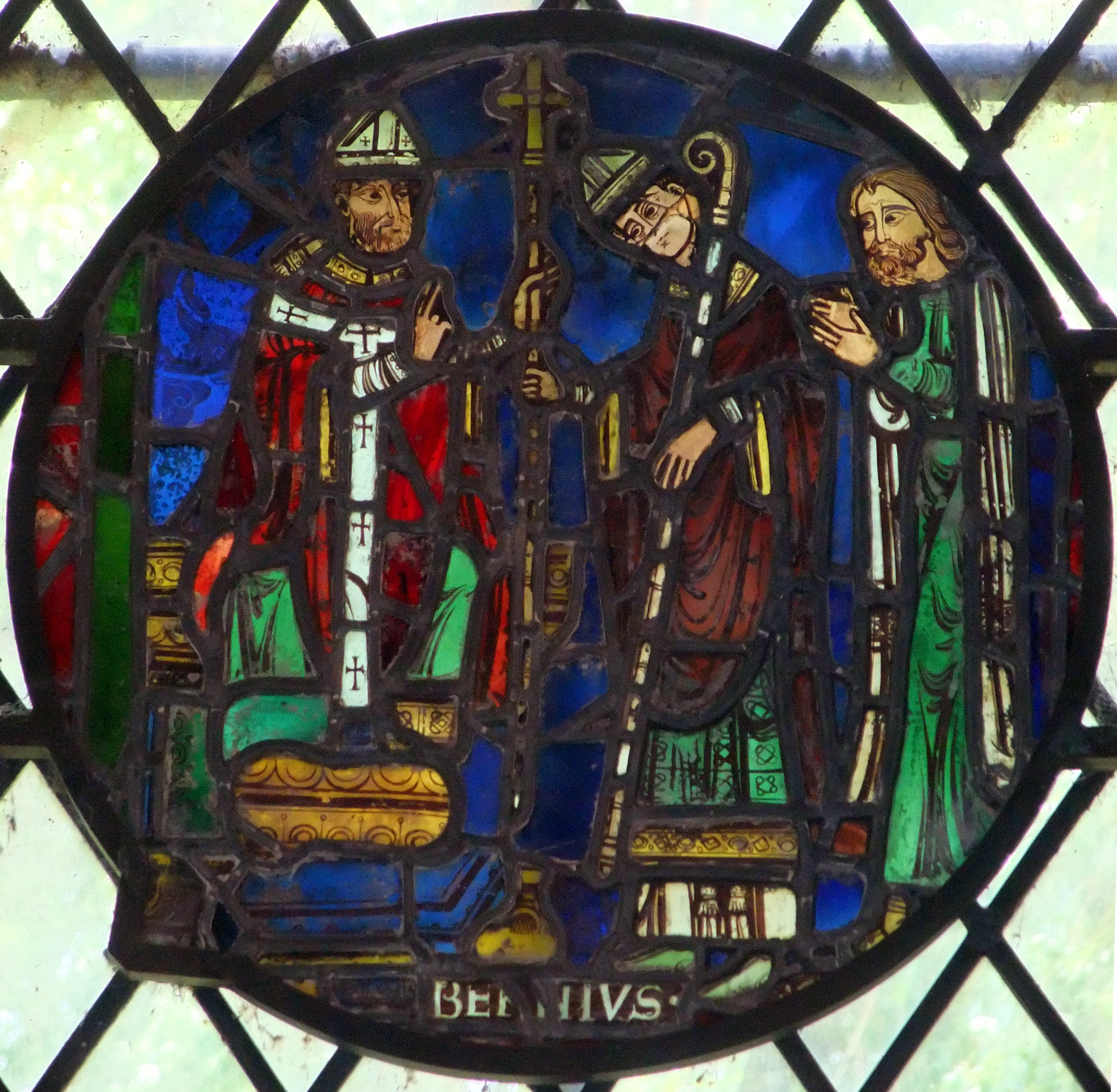
Asterius weiht Birinus zum Bischof
Detail eines Glasfensters in der Kathedrale von Dorchester

Birinus († 3. Dezember 650) war der erste Bischof in Wessex. Über seine Herkunft gibt es keine gesicherten Angaben. Er wurde von Erzbischof Asterius in Genua zum Bischof geweiht. Papst Honorius I. entsandte ihn zur Missionierung in das Königreich Mercia.

## Leben
634 betrat er bei Portchester englischen Boden. Auf seinem Weg ins Innere des Landes begegnete er den West-Sachsen, die ebenfalls noch ihrer alten Religion anhingen. So begab er sich zum Hof des Königs von Wessex und bat um Unterstützung für seinen Auftrag. Cynegils erlaubte Birinus, überall in seinem Königreich zu predigen, aber er selbst zögerte noch zu konvertieren.
Cynegils versuchte zu dieser Zeit, mit dem einflussreichen northumbrischen König Oswald ein Bündnis gegen Mercia abzuschließen. Die beiden Herrscher trafen sich am königlichen Hof in Wessex. Bei den Verhandlungen war die einzige Hürde, dass König Oswald als Christ kein Bündnis mit einem Heiden eingehen wollte. Also beschloss Cynegils, den neuen Glauben anzunehmen. Zur Bekräftigung des Bündnisses wurde Oswalds Hochzeit mit der Tochter von Cynegils beschlossen. Cynegils ließ sich 635 zusammen mit einem großen Teil seiner Familie und seines Gefolges taufen.
Der Bischof erhielt die alte römische Siedlung Dorcic zum Geschenk, wo er eine Kathedrale baute. König Cynegils starb 643, fünf Jahre später beauftragte der neue König Cenwalh Birinus, eine Klosterkirche in Winchester zu errichten. Auch andere Kirchen in Wessex gehen auf Gründungen von Birinus zurück: St. Mary’s, in Reading; St. Helen’s in  Abingdon (Berkshire) und die Gemeindekirche von Taplow (Buckinghamshire).
Das war die Geburt der Diözese von Wessex. Birinus wurde ihr erster Bischof und wirkte hier bis zu seinem Tod am 3. Dezember 650. Sein Grab in Dorchester wurde ein berühmter Wallfahrtsort. 680 wurden seine sterblichen Überreste von Bischof Hedda von Wessex in die Kirche von Winchester überführt, wo sie schließlich am 4. September 972 in einem reich geschmückten Schrein ihre letzte Ruhe fanden.
Die Angelsächsische Chronik über Birinus:
A.D. 634
… This year also Bishop Birinus first preached baptism to the West-Saxons, under King Cynegils. The said Birinus went thither by the command of Pope Honorius; and he was bishop there to the end of his life
A.D. 635
This year King Cynegils was baptized by Bishop Birinus at Dorchester; and Oswald, king of the Northumbrians, was his sponsor.
A.D. 639
This year Birinus baptized King Cuthred at Dorchester, and received him as his son.
A.D. 650
This year Egelbert, from Gaul, after Birinus the Romish bishop, obtained the bishopric of the West-Saxons.
(This year Birinus the bishop died, and Agilbert the Frenchman was ordained.)
Gedenktage:
- Katholische Kirche: 3. Dezember
- Anglikanische Kirche: 4. September